# 패스트스톤 이미지 뷰어
패스트스톤 이미지 뷰어(FastStone Image Viewer)는 개인과 교육적 용도에 무료로 제공되는 마이크로소프트 윈도우용 이미지 뷰어이다.

## 같이 보기
- IrfanView
- XnView